# Jean-Michel Ghislain Funck
Jean-Michel Ghislain Funck (Brussel, 6 oktober 1822 - 8 april 1877) was een Belgisch volksvertegenwoordiger.

## Levensloop
Funck stamde uit een Antwerpse familie. Zijn vader was de koopman Pierre François Ghislain Funck en zijn moeder Anne Puttaert. Hij trouwde met Adelaïde Valcke. 
Hij voltooide de humaniora toen hij vijftien was. Hij promoveerde tot doctor in de rechten in 1842 aan de ULB en vestigde zich als advocaat in Brussel, wat hij bleef tot aan zijn dood. Tijdens zijn studies werd hij een aanhanger van het romantische socialisme van Charles Fourier en gaf uitdrukking aan revolutionaire ideeën, iets wat hem lang werd euvel geduid. In 1846 werkte hij mee aan het organiseren van de bijeenkomst waarop de Liberale Partij werd gesticht.
Als advocaat pleitte hij voor La Nation, een krant die beschuldigd werd zich beledigend te hebben uitgelaten over de prins-president Louis-Napoléon Bonaparte. Hij verkreeg de vrijspraak. Later werd hij een hevig tegenstander van het na 1851 in Frankrijk geïnstalleerde regime. Hij werd bevriend met vooraanstaande ballingen zoals Louis Blanc, Etienne Arago, Edgard Quinet en Victor Hugo.
In 1861 werd hij verkozen tot gemeenteraadslid van Brussel en werd schepen van onderwijs van 1862 tot 1870 en van juridische zaken tot aan zijn dood. Hij was een strijdvaardig onderwijshervormer en steunde Isabelle Gatti de Gamond, die dankzij de financiële steun van de stad Brussel haar hogere school voor meisjes succesvol kon openen. 
Ghislain Funck oordeelde dat, naast dit initiatief, dat meer ten goede kwam van de gegoede klassen, hij ook iets moest doen voor de volksklassen. Hij kon hiervoor beroep doen op de steun van de mecenas en senator Jonathan-Raphaël Bischoffsheim, die een vereniging oprichtte voor de aanmoediging van het onderwijs van vrouwen. Funck werd er ondervoorzitter van. Brussel verleende ook steun en in 1866 kon de eerste beroepsschool voor meisjes worden geopend, die de naam Instituut Bischoffsheim kreeg. In 1873 stichtte Funck een tweede gelijkaardige school, die later zijn naam droeg. Ook aan de lagere gemeentescholen besteedde hij veel aandacht. Hij werd hierin sterk beïnvloed door het boek van zijn logebroeder Pierre Tempels, L'instruction du peuple (1865), waarin de onderontwikkeling van de volksklassen werd aangeklaagd.
Nadat hij in 1859 vergeefs kandidaat was geweest bij de wetgevende verkiezingen, werd Funck in 1864 verkozen tot liberaal volksvertegenwoordiger voor het arrondissement Brussel en vervulde dit mandaat tot aan zijn dood. In de Kamer stelde hij bij herhaling maar tevergeefs het verplichte lager onderwijs voor. Zijn voorstel zou pas meer dan dertig jaar later werkelijkheid worden.
Hij was in zijn jonge jaren lid van de vereniging Vlamingen Vooruit, opgericht in Brussel (Sint-Joost-ten-Node) op 27 mei 1858, als een samenwerkingsverband tussen flaminganten en jonge, progressieve liberalen met democratische aspiraties. Funck liet zich later echter laatdunkend uit over de Vlamingen en meer bepaald over de Vlaamse Schouwburg. Hij werd hierom geschrapt van de lijst van oud-leden van Vlamingen Vooruit.
Vanwege zijn progressieve ideeën werd hij opgemerkt door Koning Leopold II, die hem vaak aan zijn tafel uitnodigde om met hem te discussiëren.
Funck vervulde verschillende functies:
- lid van de raad van bestuur van de ULB,
- ondervoorzitter van de Academische raad van de Academie van Schone Kunsten van Brussel,
- ondervoorzitter van het Koninklijk Muziekconservatorium van Brussel;
- voorzitter van het Museum voor de Industrie,
- bestuurder van de Beroepsscholen voor meisjes in Brussel.

Hij was pas vijfenvijftig toen hij door de tyfus werd weggemaaid.

## Publicaties
- La Constitution belge commentée et expliquée par le parti clérical, avec des notes et observations d'un libéral, Brussel, 1852.
- Libéralisme, aux électeurs de Bruxelles, Brussel, 1870.